# Diocesi di Cesarea di Mauritania

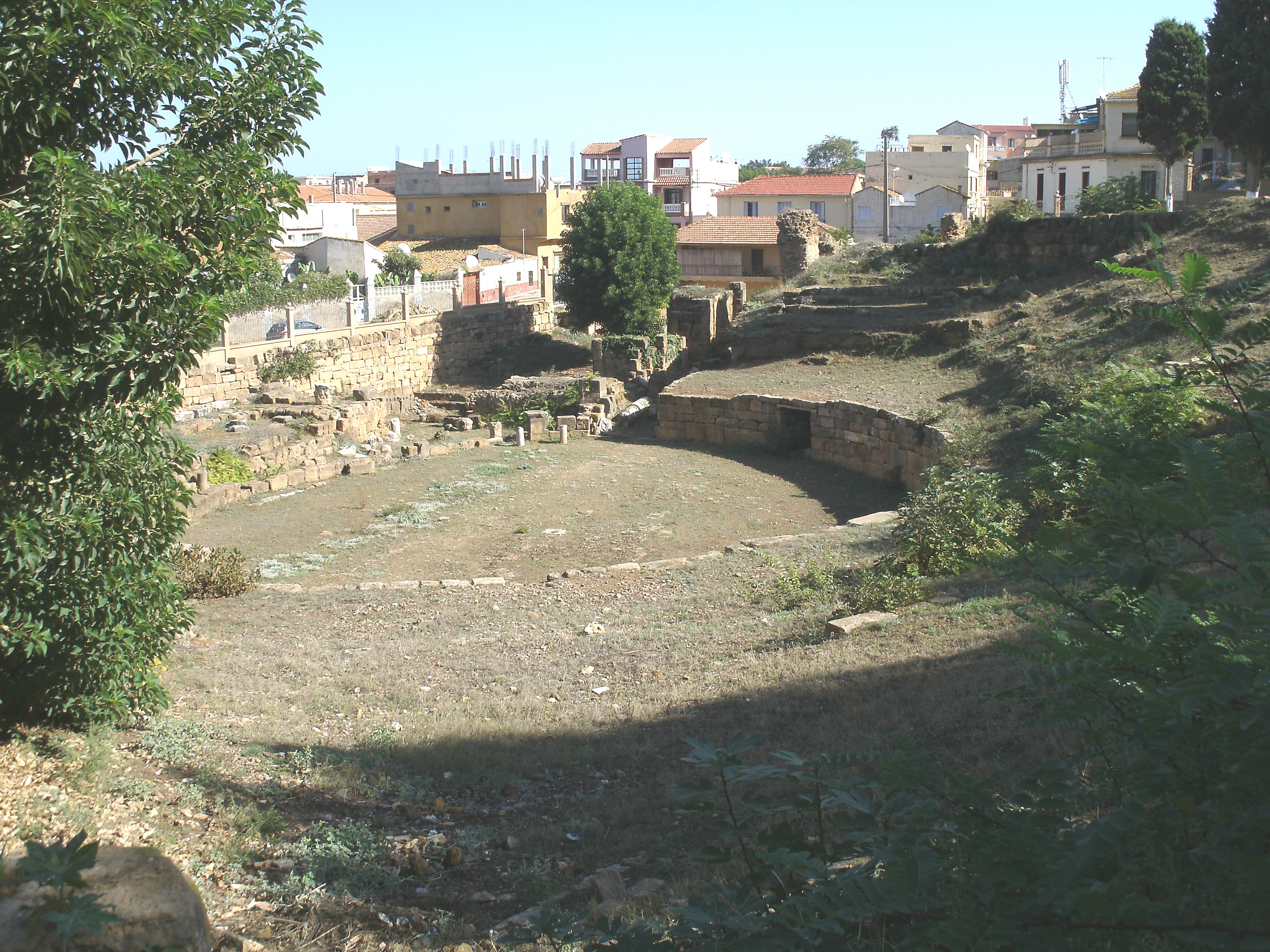
Resti dell'anfiteatro di Cesarea di Mauritania.

La diocesi di Cesarea di Mauritania (in latino Dioecesis Caesariensis in Mauretania) è una sede soppressa e sede titolare della Chiesa cattolica.

## Storia
Cesarea di Mauretania, oggi sito archeologico nei pressi di Cherchell in Algeria, è un'antica sede episcopale della provincia romana della Mauretania Cesariense.
Cesarea dovette ricevere il cristianesimo molto presto, forse già nel II secolo, come attestano alcuni reperti archeologici. Essa fu patria di molti martiri, menzionati nel Martirologio Romano: Arcadio (12 gennaio), Severiano e Aquila (23 gennaio), Marciana (11 luglio), Fabio (31 luglio) e Vittore (26 agosto). Nessuno di questi martiri può essere tuttavia collocato con sicurezza nel tempo. Il Vetus Martyrologium Romanum ricorda inoltre Fabio (31 luglio).
Sono diversi i vescovi noti di questa antica sede episcopale, che è ancora documentata nell'VIII secolo. Le scoperte epigrafiche hanno restituito i nomi di due presunti vescovi di Cesarea, Evelpio e Crescente, la cui attribuzione alla serie episcopale cesarense è tuttavia incerta. Un altro vescovo, il cui nome non è riportato, è documentato da un'altra epigrafe, databile alla metà del IV secolo.
Primo vescovo storicamente documentato è Fortunato, che partecipò al concilio di Arles del 314, e sottoscrisse la lettera sinodale a papa Silvestro I. Clemente fu vescovo di Cesarea durante la rivolta di Firmio, principe moro, contro i romani (circa 371-372). Clemente è lodato da Quinto Aurelio Simmaco, in una lettera al fratello Tiziano databile al 380 circa, perché seppe difendere la città, da buon cittadino.
Cesarea divenne un centro donatista e il suo principale rappresentante fu Emerito, che prese parte, assieme al cattolico Deuterio, alla conferenza di Cartagine del 411, che vide riuniti assieme i vescovi cattolici e donatisti dell'Africa. Emerito era già vescovo di Cesarea nel 394, epoca in cui fu uno dei protagonisti al concilio donatista di Bagai, dove fu incaricato di leggere la condanna dei vescovi donatisti dissidenti, sostenitori di Massimiano. La querelle che l'oppose a sant'Agostino è documentata dagli scritti del santo, il quale nell'autunno del 418 si recò a Cesarea come inviato pontificio assieme ad Alipio di Tagaste e a Possidio di Calama. In seguito a questa ispezione e ad un confronto pubblico, Emerito venne esiliato. Di questo confronto pubblico, Agostino ci ha lasciato una relazione che prende il titolo di Atti del confronto con Emerito vescovo donatista.
Il cattolico Deuterio è ancora documentato nel 418, quando è chiamato a presenziare, in qualità di metropolita della Mauritania, al confronto pubblico tra Emerito e il santo di Ippona. Deuterio infine fu uno dei destinatari della lettera che Galla Placidia scrisse il 20 marzo 419 con lo scopo di convocare un concilio a Spoleto che risolvesse lo scisma creatosi nella Chiesa di Roma, contesa tra Bonifacio e Eulalio.
Alla morte di Deuterio, nell'autunno del 419, si creò un problema di successione nella sede di Cesarea. Infatti parte del clero e dei fedeli scelse Onorio, vescovo sconosciuto dalle fonti coeve, che operava nel territorio di Cartenna, ma su cui vi era una forte opposizione. Sant'Agostino fu incaricato da papa Bonifacio di trovare una soluzione, ma il suo intervento non ebbe fortuna, e il vescovo d'Ippona dovette rimettere il suo mandato. Non è dato sapere, per mancanza di fonti, come fu risolta la questione.
Ultimo vescovo conosciuto di questa diocesi africana è Apocorio, il cui nome appare al 21º posto nella lista dei vescovi della Mauritania Cesariense convocati a Cartagine dal re vandalo Unerico nel 484; Apocorio, come tutti gli altri vescovi cattolici africani, fu condannato all'esilio.
Dal XIX secolo Cesarea di Mauretania è annoverata tra le sedi vescovili titolari della Chiesa cattolica; dal 26 novembre 2011 l'arcivescovo, titolo personale, titolare è Marek Solczyński, nunzio apostolico in Turchia, Azerbaigian e Turkmenistan.

## Cronotassi

### Vescovi
- Evelpio ? † (IV secolo)
- Crescente ? † (IV/VI secolo)
- Fortunato † (menzionato nel 314)
- Anonimo † (metà del IV secolo)
- Clemente † (prima del 371/372 - dopo il 380)
- Deuterio † (prima del 411 - autunno 419 deceduto)
  - Emerito † (prima del 394 - 418 esiliato) (vescovo donatista)
- Apocorio † (menzionato nel 484)

### Vescovi titolari
- Celio Piccolomini † (16 ottobre 1656 - 11 febbraio 1664 nominato cardinale presbitero di San Pietro in Montorio)
- Biagio Pisani † (23 aprile 1897 - 25 giugno 1901 nominato arcivescovo titolare di Lepanto)
- Pietro Maffi † (9 giugno 1902 - 22 giugno 1903 nominato arcivescovo di Pisa)
- Thomas Francis Brennan † (7 ottobre 1905 - 20 marzo 1916 deceduto)
- Pierre-Célestin Cézerac † (2 gennaio 1918 - 18 marzo 1918 succeduto arcivescovo di Albi)
- Willem Marinus van Rossum, C.SS.R. † (25 aprile 1918 - 19 maggio 1918 dimesso)
- Benedetto Aloisi Masella † (15 dicembre 1919 - 18 febbraio 1946 nominato cardinale presbitero di Santa Maria in Vallicella)
- Luigi Cammarata † (4 dicembre 1946 - 24 febbraio 1950 deceduto)
- Francesco Pennisi † (11 luglio 1950 - 1º ottobre 1955 nominato vescovo di Ragusa)
- André-Jacques Fougerat † (16 luglio 1956 - 5 gennaio 1957 succeduto vescovo di Grenoble)
- Carmelo Canzonieri † (11 marzo 1957 - 30 luglio 1963 nominato vescovo di Caltagirone)
- Enea Selis † (18 gennaio 1964 - 2 settembre 1971 nominato arcivescovo di Cosenza)
- Giuseppe Moizo † (22 gennaio 1972 - 1º luglio 1976 succeduto vescovo di Acqui)
- Sergio Sebastiani † (27 settembre 1976 - 21 febbraio 2001 nominato cardinale diacono di Sant'Eustachio)
- Gerard Johannes Nicolaus de Korte (11 aprile 2001 - 18 giugno 2008 nominato vescovo di Groninga-Leeuwarden)
- Stanislaus Tobias Magombo † (29 aprile 2009 - 6 luglio 2010 deceduto)
- Walter Brandmüller (4 novembre 2010 - 20 novembre 2010 nominato cardinale diacono di San Giuliano dei Fiamminghi)
- Marek Solczyński, dal 26 novembre 2011